# Stvar Jurija Trajbasa
Stvar Jurija Trajbasa (COBISS) je drama Vitomila Zupana, ki jo je napisal leta 1947.

## Osebe
- Jurij Trajbas, notar, graščinski oskrbnik
- Vilibald, zadnji ostroških graščakov, prevžitkar na graščini
- Jalen, slikar
- Kristina, Trajbasova žena
- Marcela, Trajbasova hči
- Peter, Trajbasov sin
- William Ratar, amerikanec-izseljenec, lastnik graščine
- Andrej Deževnik, kmet
- Kmetje, hlapci, dekle, gostje, pustne šeme

## Vsebina

### Prolog
Trajbas razlaga Vilibaldu svoj ideal: neomejeno moč, čim večje bogastvo. Iz oskrbništva kuje lepe denarce za svoj žep, kmete neusmiljeno izkorišča, Deževnika, ki se upira, bo uničil - kot slehernega, ki se mu postavlja na pot. Tudi ženine prošnje nič ne zaležejo. –Pride tujec Ratar, lastnik posestva. Kmetom ga je bil prepustil v zastonjski najem, da bi jim življenje olajšal, zdaj pa vidi, da je Trajbas povsem zmaličil njegov načrt. Zagrozi mu, da bo moral položiti natančen račun, tudi pred gosposko. Trajbas je prestrašen, ne more prenesti misli na neuspeh. Ko izve, da Ratarja nihče ne pozna, se splazi na njim v spalnico in ga zabode. Pri tem ga opazuje Vilibald, a ker ima tudi on na vesti umor, njegovih zapiskov o tem se je polastil Trajbas, držita drug drugega v rokah.

### 1. dejanje
Mnogo let kasneje. Vsa družina je zbrana: Peter bo na Ostrogah študiral za zadnji izpit. Marcela se je vrnila iz internata. Povabljen je tudi Petrov prijatelj Simon, ki pa očitno ni prišel na Ostroge samo zaradi slikanja: ko se sreča z nezadovoljnimi kmeti, jim govori namreč tako, kakor bi jim obljubljal boljše čase. Trajbas sklene, da bo skrbno pazil nanj. Kristini pove svoj načrt: priredil bo pustno veselico, kjer bo Marcela spoznala svojega bodočega moža, ženina naloga pa je doseči, da se dekle možitvi ne bo upiralo. Kristina mu oponese, da z njimi ravna kot s tujci, vsi se bojijo njegove trdote, živijo brez ljubezni – ne razume, od kod taka sprememba, ki se je v njem zgodila ob Marcelinem rojstvu. Po njenem odhodu preplavijo Trajbasa spomini, preganja ga umorjeni Ratar. Vilibald še stopnjuje njegovo negotovost, ko mu govori o prikaznih, ki da hodijo po gradu, in posmehljivo izpodbija njegovo oboževanje moči.

### 2. dejanje
Simon Vilibaldu odkrije, da je Ratarjev nečak in sedanji lastnik posestva, prosi ga za sodelovanje, da bi izvedel, kaj se na posestvu godi in kolikšna je Trajbasova krivda. Vilibaldu je fant simpatičen, a ker še pravi čas opazi prisluškujočega Trajbasa, ga odpravi z norčevskimi dvoumnostmi. Simon razočaran odide, Trajbas pa sklene, da bo tudi njega spravil s poti, Ostroge prodal in se naselil kje daleč, kjer bo lahko pozabil na žrtve svoje sle po moči. Vilibaldu se Simon zasmili, napiše mu pismo, v katerem ga na svoj  dvoumni način posvari pred nevarnostjo, ki mu preti. 

### 3. dejanje
Priprave na zabavo so končane, Trajbas skuje načrt: pri Šaljivem streljanju v tarčo se bo Vilibaldu »po nesreči« sprožila puška in strel bo zadel Simona. Vilibalda z grožnjami prisili k sodelovanju, Simona preslepi z lažmi; pove mu, da ve, kdo je in da ga prosi, naj obračun za skrbništvo preloži na dan po zabavi. Simon prisatne, čeprav nerad. –Veselica je v teku, Marcela, ki noče slišati o možitvi, se nežno zbližuje s Simonom. Trajbas tudi to vključi v svoj načrt: ob Simonovi smrti bo hčerka tako strta, da je ne bo težko poriniti v zakon. Vilibaldu izpove svoje zaničevanje do ljudi: vklenjeni so v sistem, za katerega vedo, da je gnil, pa se ga ne upajo osvoboditi; le on, Trajbas, je dovolj močan, je zunaj sistema. Kljub tej samozavesti pa ga izdajajo živci, še posebej ga prestraši Vilibaldova sugestivna pripoved o Ratarjevi prikazni, ki da jo je srečal na poti v grad. Vilibaldova prepričljivo zaigrana groza gatemeljito spravi iz ravnotežja. – Usodni tenutek se približuje, Marcela po očetovem naročilu že pripenja tekmovalcem na prsa rdeča srca, Simonu ga z dvoumnimi besedami pripne sam Trajbas. Tedaj vstopi Vilibald, našemljen v Ratarja. Trajbas ga v nepopisni grozi ustreli, nato pa v paničnem boju s pošastmi, ki ga grabijo za vrat, omahne skozi okno in se ubije. Vsi so zgroženi, saj so njegove besede pred padcem jasno razkrile njegov zločin. Umirajoči Vilibald oznani, da je umrla ideja, velika ideja Jurija Trajbasa. Vse je prerasla trava, ostala bo le zemlja – in kmetje, ki jo obdelujejo.